# Dilbat
Dilbat (attuale Tell ed-Duleim o Tell al-Deylam, Iraq) era un'antica piccola città sumera posizionata a sud-est di Babilonia, sulla riva orientale dell'Eufrate occidentale, nell'odierna Al-Qādisiyyah, Iraq.
Lo Ziqqurat E-ibe-Anu, dedicato alla dea Urash, si trovava al centro della città e viene citato nell'epopea di Gilgamesh.

## Storia
Dilbat fu fondata all'inizio della seconda dinastia sumera, attorno al 2700 a.C. Si sa che è stata occupata, almeno, nei periodi accadico, antico babilonese, cassita, sasanide ed all'inizio dell'islamico. Era un antico centro agricolo in cui si coltivava il piccolo farro e si producevano alimenti derivati della canna.

## Archeologia
Il sito di Tell al-Deylam è composto da due tumuli, uno piccolo ad occidente con i resti risalenti al I millennio a.C. ed all'inizio dell'era islamica, ed uno più grande ad est con una circonferenza di circa 500 metri, che risale al I-III millennio a.C.
Dilbat fu scavata velocemente da Hormuzd Rassam, il quale recuperò alcune tavolette cuneiformi risalenti soprattutto al periodo neo-babilonese.
Il sito fu studiato nel 1989 da J. A. Armstrong dell'Oriental Institute of Chicago.
Anche se la stessa Dilbat è stata scavata solo in parte dagli archeologi, numerose tavolette cuneiformi sono state illegalmente vendute sui locali mercati d'antiquariato, ottenute in seguito a scavi non autorizzati.